# 사쿠라가와촌 (이바라키현)
사쿠라가와촌(桜川村)은 이바라키현 이나시키군에 존속했던 촌이다. 합병으로 현재의 이나시키시 사쿠라가와 지구에 해당한다.

## 역사
- 1955년 4월 1일 - 훗토촌 우키시마촌이 합병해 사쿠라가와촌이 성립하였다.
- 1956년 9월 30일 - 아바촌을 편입하였다.
- 2005년 3월 22일 - 사쿠라가와촌은 에도사키정, 신토네정, 아즈마촌과 합병해 이나시키시가 성립해 사쿠라가와촌은 소멸하였다.

## 교통

### 도로
- 국도 제125호선